# Echinoclathria rimosa
Echinoclathria rimosa är en svampdjursart som först beskrevs av Ridley 1884.  Echinoclathria rimosa ingår i släktet Echinoclathria och familjen Microcionidae. Inga underarter finns listade i Catalogue of Life.